# David Albelda
David Albelda Aliques, född 1 september 1977 i La Pobla Llarga, Valencia, är en spansk före detta fotbollsspelare. Han spelade i Valencia CF under större delen av sin karriär. Han spelade även i det Spanska fotbollslandslaget.